# Episodi di Balthazar (seconda stagione)
La seconda stagione della serie televisiva Balthazar, composta da 10 episodi, è stata trasmessa in Belgio dal 5 novembre al 10 dicembre 2019 su La Une, mentre in Francia è andata in onda dal 21 novembre al 19 dicembre 2019 su TF1.
In Italia, la serie è andata in onda dal 9 gennaio al 6 febbraio 2020 su Fox Crime, canale satellitare a pagamento di Sky.
| nº | Titolo originale    | Titolo italiano        | Prima TV Belgio  | Prima TV Italia |
| -- | ------------------- | ---------------------- | ---------------- | --------------- |
| 1  | Marche funèbre      | Marcia funebre         | 5 novembre 2019  | 9 gennaio 2020  |
| 2  | Dernière demeure    | Eterno riposo          | 5 novembre 2019  | 9 gennaio 2020  |
| 3  | Sang froid          | Sangue freddo          | 12 novembre 2019 | 16 gennaio 2020 |
| 4  | Mauvaise rencontre  | Trappola mortale       | 12 novembre 2019 | 16 gennaio 2020 |
| 5  | Face à la mort      | La morte in faccia     | 26 novembre 2019 | 23 gennaio 2020 |
| 6  | La dette            | Il debito              | 26 novembre 2019 | 23 gennaio 2020 |
| 7  | Tableau de chasse   | Prede e predatori      | 3 dicembre 2019  | 30 gennaio 2020 |
| 8  | Permis de tuer      | Licenza di uccidere    | 3 dicembre 2019  | 30 gennaio 2020 |
| 9  | La loi du plus fort | La legge del più forte | 10 dicembre 2019 | 6 febbraio 2020 |
| 10 | Délirium            | Delirio                | 10 dicembre 2019 | 6 febbraio 2020 |

## Marcia funebre
- Titolo originale: Marche funèbre
- Diretto da: Vincent Jamin
- Scritto da: Nicolas Clément, Julie-Anna Grignon e Clothilde Jamin

### Trama
Bach ha trascorso la notte nel letto di Balthazar, dopo aver passato con lui la serata a bere e ballare, ma non ricorda nulla. Chiamato ad esaminare il cadavere di un cane, Balthazar scopre che è coperto di sangue umano. La ricerca nell'area porta ad un cadavere e ad un bambino vivo, nascosti in un cassonetto. Durante l'indagine, Balthazar rivela a Bach che tra loro non è accaduto nulla la notte precedente.

## Eterno riposo
- Titolo originale: Derniére demeure
- Diretto da: Vincent Jamin
- Scritto da: Nicolas Clément, Julie-Anna Grignon e Clothilde Jamin

### Trama
Balthazar si trova ad esaminare una raccolta di ossa, appartenenti a quattro diversi individui, rinvenute in un vecchio edificio abbandonato. Scopre che tre sono morti da secoli, ma il decesso del quarto risale ad appena una settimana prima.

## Sangue freddo
- Titolo originale: Sang froid
- Diretto da: Vincent Jamain
- Scritto da: Nicolas Clément, Clélia Constantine, Julie-Anna Grignon e Clothilde Jamin

### Trama
Balthazar aiuta la Bach e gli altri per metterli sulle tracce del presunto imitatore di un serial killer rinchiuso nel carcere.

## Trappola mortale
- Titolo originale: Mauvaise rencontre
- Diretto da: Vincent Jamain
- Scritto da: Nicolas Clément, Clélia Constantine, Julie-Anna Grignon e Clothilde Jamin

### Trama
Balthazar crede che il caso di un possibile suicidio sia collegato ad un'altra morte sospetta avvenuta giorni prima.

## La morte in faccia
- Titolo originale: Face à la mort
- Diretto da: Tomer Sisley
- Scritto da: Nicolas Clément, Clélia Constantine, Julie-Anna Grignon e Clothilde Jamin

### Trama
Balthazar arriva in un negozio di giocattoli per esaminare il cadavere di un uomo, ma scopre che è morto in seguito ad un potente virus di cui era infetto.

## Il debito
- Titolo originale: La dette
- Diretto da: Jérémy Minui
- Scritto da: Nicolas Clément, Clélia Constantine, Julie-Anna Grignon e Clothilde Jamin

### Trama
Balthazar si è riunito alla squadra per trovare una bambina rapita.

## Prede e predatori
- Titolo originale: Tableau de chasse
- Diretto da: Jérémy Minui
- Scritto da: Nicolas Clément, Clélia Constantine, Julie-Anna Grignon e Clothilde Jamin

### Trama
Balthazar indaga sull'omicidio di una donna con indosso un costume da Biancaneve. L'indagine porta alla scoperta di un'organizzazione che uccide le proprie vittime in un gioco di ruolo tra prede e predatori.

## Licenza di uccidere
- Titolo originale: Permis de tuer
- Diretto da: Jérémy Minui
- Scritto da: Nicolas Clément, Clélia Constantine, Julie-Anna Grignon e Clothilde Jamin

### Trama
Balthazar e Helene vengono chiamati per indagare sulla morte di tre giovani campeggiatori uccisi nella foresta.

## La legge del più forte
- Titolo originale: La loi du plus fort
- Diretto da: Nicolas Capus
- Scritto da: Nicolas Clément, Clélia Constantine, Julie-Anna Grignon e Clothilde Jamin

### Trama
Helene è felicissima quando rivede a Parigi la sua ex mentore Cat, ma viene chiamata ad un nuovo caso: un cadavere che galleggia nell'acqua con la lingua tagliata e si tratta proprio di Cat. Sconvolta, Helene inizia le indagini e Balthazar scopre che l'omicidio sembra legata ad un processo in cui Cat era testimone.

## Delirio
- Titolo originale: Délirium
- Diretto da: Mona Achache
- Scritto da: Nicolas Clément, Clélia Constantine, Julie-Anna Grignon e Clothilde Jamin

### Trama
Balthazar si trova a dover esaminare un ragazzo che si è presentato al commissariato sporco di sangue, confessando di aver ucciso una donna anziana. Poche ore dopo quattro persone vengono trovate morte nella loro abitazione, uccise con la stessa tecnica dell'anziana.